# Malčice
Malčice este o comună slovacă, aflată în districtul Michalovce din regiunea Košice. Localitatea se află la altitudinea de 103 m deasupra n.m., se întinde pe o suprafață de 22,66 km2 și în 2017 număra 1.505 locuitori.

## Istoric
Localitatea Malčice este atestată documentar din 1213.

## Demografie
| An:                | 1994 | 2004   | 2014    | 2024   |
| ------------------ | ---- | ------ | ------- | ------ |
| Număr de persoane: | 1235 | 1336   | 1501    | 1485   |
| Diferență:         |      | +8,17% | +12,35% | −1,06% |

| An:                | 2023 | 2024   |
| ------------------ | ---- | ------ |
| Număr de persoane: | 1464 | 1485   |
| Diferență:         |      | +1,43% |